# 롤러 스포츠
롤러 스포츠(roller sports)는 롤러 형태의 바퀴를 이용하여 중력이나 인력으로 움직이는 롤러스케이트 등의 장비를 이용한 스포츠 종목이다. 국제 기구는 월드 스케이트이다.

## 목록
여기에는 다음과 같은 종목이 포함된다:
- 인라인스케이팅
  - 인라인 하키
  - 인라인 스피드 스케이팅
- 롤러스케이팅
- 스케이트보딩